# Quercus saravanensis
Quercus saravanensis är en bokväxtart som beskrevs av Aimée Antoinette Camus. Quercus saravanensis ingår i släktet ekar, och familjen bokväxter. Inga underarter finns listade i Catalogue of Life.